# Юссуф Сілла
Юссу́ф Сілла́ (фр. Youssuf Sylla; нар. 19 грудня 2002) — бельгійський футболіст, нападник клубу «Шарлеруа», який на правах оренди виступає за нідерландський «Віллем II».

## Клубна кар'єра
У березні 2019 року приєднався до молодіжної команди «Торіно», а у вересні 2020 року перейшов до системи бельгійського «Зюлте-Варегем». 2021 року підписав з клубом свій перший професіональний контракт. 16 січня 2021 року дебютував в основному складі «Зюлте-Варегем» в матчі Про-ліги проти клубу «Васланд-Беверен», вийшовши на заміну Дам'єну Марку.
30 серпня 2023 року перейшов у «Шарлеруа», підписавши дворічний контракт. Відразу після переходу переведений до резервної команди клубу, за яку дебютував 30 серпня в матчі Національного дивізіону 1 проти «Візе». 23 вересня 2023 року дебютував в основному складі «Шарлеруа» в матчі Про-ліги проти «Кортрейка», вийшовши на заміну Одаю Даббагу. 25 листопада в поєдинку Про-ліги проти «Вестерло» забив свій перший гол за «Шарлеруа».
4 січня 2025 року на правах оренди перейшов в нідерландський клуб «Віллем II» до кінця сезону з опцією викупу. 12 січня дебютував за нову команду в матчі Ередивізі проти «Твенте», замінивши Жеремі Бокілу.

## Кар'єра в збірній
Виступав за збірну Бельгії до 21 року.

## Особисте життя
Має гвінейське походження. Його батько, Атібу Сімпа, також був футболістом і виступав за гвінейський клуб «Калум».

## Статистика виступів
Станом на 14 травня 2025
| Клуб              | Сезон             | Чемпіонат         | Чемпіонат | Чемпіонат | Кубок | Кубок | Єврокубки | Єврокубки | Інші  | Інші | Всього | Всього |
| Клуб              | Сезон             | Дивізіон          | Матчі     | Голи      | Матчі | Голи  | Матчі     | Голи      | Матчі | Голи | Матчі  | Голи   |
| ----------------- | ----------------- | ----------------- | --------- | --------- | ----- | ----- | --------- | --------- | ----- | ---- | ------ | ------ |
| Зюлте-Варегем     | 2020–21           | Про-ліга          | 3         | 0         | 0     | 0     | —         | —         | —     | —    | 3      | 0      |
| Зюлте-Варегем     | 2021–22           | Про-ліга          | 0         | 0         | 0     | 0     | —         | —         | —     | —    | 0      | 0      |
| Зюлте-Варегем     | 2022–23           | Про-ліга          | 1         | 0         | 0     | 0     | —         | —         | —     | —    | 1      | 0      |
| Зюлте-Варегем     | Всього            | Всього            | 4         | 0         | 0     | 0     | 0         | 0         | 0     | 0    | 4      | 0      |
| Шарлеруа          | 2023–24           | Про-ліга          | 21        | 3         | 2     | 0     | —         | —         | —     | —    | 23     | 3      |
| Шарлеруа          | 2024–25           | Про-ліга          | 13        | 0         | 1     | 0     | —         | —         | —     | —    | 14     | 0      |
| Шарлеруа          | Всього            | Всього            | 34        | 3         | 3     | 0     | 0         | 0         | 0     | 0    | 37     | 3      |
| → Віллем II       | 2024–25           | Ередивізі         | 11        | 0         | 0     | 0     | —         | —         | —     | —    | 11     | 0      |
| Всього за кар'єру | Всього за кар'єру | Всього за кар'єру | 49        | 3         | 3     | 0     | 0         | 0         | 0     | 0    | 52     | 3      |